# حیاط خانه‌ای در دلفت
حیاط خانه‌ای در دلفت (به انگلیسی: The Courtyard of a House in Delft) یک نقاشی رنگ روغن اثر پیتر دو هوخ در سال ۱۶۵۸ است که در گالری ملی لندن نگهداری می‌شود. این نقاشی نمونه‌ای از دوره میانی آثار دو هوخ محسوب می‌شود که در آن او تجسم دقیقی از معماری داخلی و حیاط‌های هلندی را به تصویر کشیده است.